# میک جونز (بازیکن فوتبال، زاده ۱۹۴۵)
مایکل دیوید "میک" جونز (به انگلیسی: Michael David "Mick" Jones) (زادهٔ ۲۴ آوریل ۱۹۴۵) بازیکن فوتبال اهل انگلستان که سابقهٔ بازی در تیم ملی فوتبال انگلستان را در کارنامهٔ خود دارد. وی در تاریخ ۱۲ مه ۱۹۶۵ نخستین بازی ملی خود را در مقابل تیم ملی فوتبال آلمان غربی انجام داد و با حضور در ۳ بازی ملی، در تاریخ ۱۴ ژانویه ۱۹۷۰ واپسین بازی ملی‌اش را در برابر تیم ملی فوتبال هلند برگزار کرد.